# Фелида (Вашингтон)
Фелида (енгл. Felida) насељено је место без административног статуса у америчкој савезној држави Вашингтон.

## Демографија
По попису из 2010. године број становника је 7.385, што је 1.702 (29,9%) становника више него 2000. године.
| Група             | 2000.         | 2010.         |
| Белци             | 5.133 (90,3%) | 6.428 (87,0%) |
| Афроамериканци    | 70 (1,2%)     | 85 (1,2%)     |
| Азијати           | 168 (3,0%)    | 285 (3,9%)    |
| Хиспаноамериканци | 147 (2,6%)    | 284 (3,8%)    |
| Укупно            | 5.683         | 7.385         |